# 阿爾達漢

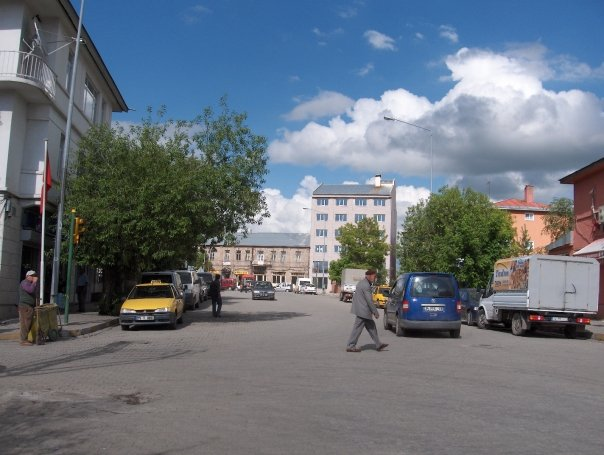
阿爾達漢

阿爾達漢（土耳其語：Ardahan，羅馬化：Artaani）是土耳其的城市，也是阿爾達漢省的首府，位於該國東北部，毗鄰與格魯吉亞接壤的邊境，面積1,191平方公里，海拔高度1,900米，受濕潤大陸性氣候影響，每年平均降雨量554毫米，2010年人口16,251。